# EasyChair
 (avril 2025).
EasyChair est un logiciel de gestion de conférences orienté Web. Il est utilisé depuis 2002 dans la communauté scientifique pour l'organisation des soumissions et de l'évaluation des articles de recherche. En 2012, EasyChair a ajouté EPiC, un service de publication en ligne en libre accès pour les actes de conférence et en 2017, un service de preprints (prépublications).

## Description
EasyChair est un système logiciel de gestion de conférence gratuit ou payant orienté Web, utilisé, entre autres tâches, pour organiser la soumission et la révision des articles, similaire à d'autres logiciels tels qu'OpenConf. EasyChair était autrefois géré par Andrei Voronkov au département d'informatique de l'université de Manchester, mais il s'agit désormais d'un service commercial, détenu par EasyChair Ltd. à Stockport (créé en 2016). A partir de 2022, seuls les services minimaux sont gratuits.
Le site Web EasyChair propose également un service de publication en ligne en libre accès pour les actes de conférence. Lors de son lancement en 2012, le service était uniquement destiné à l'informatique, mais en 2016, il a été étendu à toutes les sciences. En 2025, une série existe pour: l'informatique, la linguistique (2016, 4 vols), l'ingénierie (2017, 4 vols), les sciences de la santé (2017, 7 vols), les sciences de l'éducation (2017, 6 vols), la technologie (2017, 2 vols), la construction. L'informatique reste donc prédominante.

## Histoire
Le logiciel EasyChair est en développement continu depuis 2002. La base de code comprend près de 300 000 lignes de code et a été utilisée par plus de 41 000 conférences (2015). Plus de deux millions et demi d’utilisateurs de la communauté scientifique ont déclaré l’utiliser en 2019.